# Décès en janvier 2021
Décès
- 2017
- 2018
- 2019
- 2020
- 2021
- 2022
- 2023
- 2024
- 2025

Pour une information complémentaire, voir la page d'aide.

| Date              | Nom                             | Activités | Âge   | Source |
| ----------------- | ------------------------------- | --- | ----- | ------ |
| 1er janvier       | Abdul Hakim Al-Taher            | Metteur en scène et acteur soudanais. | 71    | (ar)   |
| 1er janvier       | Muhammad Arif                   | Homme politique indonésien. | 44    | (id)   |
| 1er janvier       | Barry Austin                    | Personnalité britannique. | 52    | (en)   |
| 1er janvier       | Colin J. Bushnell               | Mathématicien britannique. | 73    | (en)   |
| 1er janvier       | José Cleonâncio da Fonseca      | Homme politique brésilien. | 84    | (pt)   |
| 1er janvier       | Ben Chafin                      | Homme politique américain. | 60    | (en)   |
| 1er janvier       | Simone Chrisostome              | Résistante française. | 97    |        |
| 1er janvier       | Emanuele Chiapasco              | Joueur de baseball, directeur sportif et chef d'entreprise italien.                                                                         | 90    | (it)   |
| 1er janvier       | Carrie Dann                     | Militante des droits des Amérindiens canadienne.                                                                                            | 88/89 | (en)   |
| 1er janvier       | Paul Delorey                    | Joueur de curling canadien. | 71    | (en)   |
| 1er janvier       | Traude Dierdorf                 | Femme politique autrichienne. | 73    | (de)   |
| 1er janvier       | Zoran Džorlev                   | Violoniste classique macédonien. | 53    | (mk)   |
| 1er janvier       | Mark Eden                       | Acteur britannique. | 92    | (en)   |
| 1er janvier       | Carlos Escudé                   | Intellectuel argentin. | 72    | (es)   |
| 1er janvier       | Seizō Fukumoto                  | Acteur japonais. | 77    | (ja)   |
| 1er janvier       | Elmira Minita Gordon            | Femme politique bélizienne. | 90    | (en)   |
| 1er janvier       | Bernard Guignedoux              | Footballeur français. | 73    |        |
| 1er janvier       | Abderrahim Lahjouji             | Homme d'affaires marocain. | 79    |        |
| 1er janvier       | Floyd Little                    | Joueur américain de football américain. | 78    | (en)   |
| 1er janvier       | Georg Maier                     | Dramaturge allemand. | 79    | (de)   |
| 1er janvier       | Mohammad-Taqi Mesbah Yazdi      | Théologien et homme politique iranien. | 86    | (fa)   |
| 1er janvier       | Norma                           | Dessinateur français. | 74    |        |
| 1er janvier       | Dhimitër Orgocka                | Acteur et comédien albanais. | 84    | (sq)   |
| 1er janvier       | Jean Panisse                    | Acteur français. | 92    |        |
| 1er janvier       | Liam Reilly                     | Auteur-compositeur-interprète irlandais. | 65    |        |
| 1er janvier       | Thomas Symons                   | Universitaire et écrivain canadien. | 91    | (en)   |
| 1er janvier       | Félix Tarassenko                | Mathématicien russe. | 88    | (ru)   |
| 1er janvier       | Jan Vering                      | Chanteur, homme de presse et de théâtre allemand.                                                                                           | 66    | (de)   |
| 1er janvier       | Carlos do Carmo                 | Chanteur de fado portugais. | 81    | (pt)   |
| 1er janvier       | Jan de Bie                      | Artiste-plasticien néerlandais. | 74    | (nl)   |
| 2 janvier         | Alex Asmasoebrate               | Pilote automobile et homme politique indonésien.                                                                                            | 69    | (en)   |
| 2 janvier         | Mary Catherine Bateson          | Anthropologue culturelle américaine. | 81    | (en)   |
| 2 janvier         | Cléber                          | Footballeur brésilien. | 48    | (pt)   |
| 2 janvier         | Mary Colman                     | Dame d'honneur britannique. | 88    | (en)   |
| 2 janvier         | Pierantonio Costa               | Diplomate italien. | 81    | (en)   |
| 2 janvier         | Brad Cox                        | Informaticien américain. | 76    | (en)   |
| 2 janvier         | Miquel Ferrer i Aymamí          | Footballeur espagnol. | 88    | (es)   |
| 2 janvier         | Marco Formentini                | Homme politique italien. | 90    | (it)   |
| 2 janvier         | Tharsis Fradette                | Chanteur, auteur-compositeur-interprète, de musique country canadien.                                                                       | 78    |        |
| 2 janvier         | Guadalupe Grande                | Poétesse espagnole. | 55    | (es)   |
| 2 janvier         | Wahid Hamed                     | Scénariste égyptien. | 76    | (en)   |
| 2 janvier         | Bernadette Isaac-Sibille        | Femme politique française. | 90    |        |
| 2 janvier         | Modibo Keïta                    | Homme d'État malien. | 78    |        |
| 2 janvier         | Vladimir Korenev                | Acteur et comédien soviétique puis russe.                                                                                                   | 80    | (ru)   |
| 2 janvier         | Neelamperoor Madhusoodanan Nair | Poète indien. | 84    | (en)   |
| 2 janvier         | Michael McKevitt                | Homme politique irlandais. | 71    | (en)   |
| 2 janvier         | Marek Pivovar                   | Écrivain, dramaturge et réalisateur tchèque.                                                                                                | 56    | (cs)   |
| 2 janvier         | Mike Reese                      | Homme politique américain. | 42    | (en)   |
| 2 janvier         | Paige Rense                     | Journaliste américaine. | 91    | (en)   |
| 2 janvier         | Jean-Michel Roche               | Joueur puis entraîneur français de volley-ball.                                                                                             | 66    |        |
| 2 janvier         | Buta Singh                      | Homme politique indien. | 86    | (en)   |
| 2 janvier         | Gary Staples                    | Homme politique américain. | 80    | (en)   |
| 2 janvier         | Subiakto Tjakrawerdaya          | Homme politique indonésien. | 76    | (id)   |
| 2 janvier         | Brian Urquhart                  | Diplomate britannique. | 101   | (en)   |
| 2 janvier         | Rudolf Vatinyan                 | Directeur de la photographie arménien. | 79    | (ru)   |
| 2 janvier         | Johannes Wallmann               | Théologien allemand. | 90    | (de)   |
| 2 janvier         | Paul Westphal                   | Joueur puis entraîneur américain de basket-ball.                                                                                            | 70    |        |
| 2 janvier         | Arsenio Lope Huerta             | Écrivain, avocat économiste et homme politique espagnol.                                                                                    | 77    | (es)   |
| 2 janvier         | Aylin Özmenek                   | Animatrice de radio et de télévision turque.                                                                                                | 78    | (tr)   |
| 3 janvier         | Tasso Adamopoulos               | Altiste français. | 76    | (en)   |
| 3 janvier         | Eric Jerome Dickey              | Écrivain américain. | 59    | (en)   |
| 3 janvier         | Roger Hassenforder              | Coureur cycliste français. | 90    |        |
| 3 janvier         | Naohiro Ikeda                   | Joueur de volley-ball japonais, médaillé d'argent et de bronze olympique (1964, 1968).                                                      | 80    | (ja)   |
| 3 janvier         | Renate Lasker-Harpprecht        | Auteure et journaliste allemande. | 96    | (de)   |
| 3 janvier         | Mohammad Madjlessi              | Auteur, poète et traducteur iranien. | 90    |        |
| 3 janvier         | Shani Mahadevappa               | Acteur indien. | 90    | (kn)   |
| 3 janvier         | Gerry Marsden                   | Musicien britannique. | 78    |        |
| 3 janvier         | Anil Panachooran                | Poète indien. | 55    | (ml)   |
| 3 janvier         | Werner Rataiczyk                | Artiste-peintre allemand | 99    | (de)   |
| 3 janvier         | Manola Robles                   | Journaliste chilienne | 72    | (es)   |
| 3 janvier         | Elena Santiago                  | Écrivaine espagnole. | 84    |        |
| 3 janvier         | Ali Taher                       | Homme politique indonésien. | 59    | (id)   |
| 3 janvier         | Ricardo Akinobu Yamauti         | Homme politique brésilien. | 71    | (pt)   |
| 4 janvier         | Roberto Bestonso                | Danseur, chorégraphe et pédagogue de danse classique franco-italien.                                                                        | 78    |        |
| 4 janvier         | Anatoliy Ivanovych Butenko      | Homme politique soviétique puis russe. | 82    | (ru)   |
| 4 janvier         | Franco Loi                      | Poète italien. | 90    | (it)   |
| 4 janvier         | Laurent Mailhot                 | Professeur, critique et historien canadien.                                                                                                 | 89    |        |
| 4 janvier         | John Muckler                    | Joueur, entraîneur et dirigeant canadien de hockey sur glace.                                                                               | 86    |        |
| 4 janvier         | Elias Rahbani                   | Musicien libanais. | 82    | (en)   |
| 4 janvier         | Tanya Roberts                   | Actrice et productrice américaine. | 71    | (en)   |
| 4 janvier         | Albert Roux                     | Chef cuisinier français. | 85    | (en)   |
| 4 janvier         | Barbara Shelley                 | Actrice britannique. | 88    | (en)   |
| 4 janvier         | Gregory Sierra                  | Acteur américain. | 83    | (en)   |
| 4 janvier         | Martinus Veltman                | Physicien néerlandais. | 89    | (en)   |
| 5 janvier         | Marie Albe                      | Actrice et journaliste française. | 96    |        |
| 5 janvier         | Colin Bell                      | Footballeur britannique. | 74    | (en)   |
| 5 janvier         | C. George Boeree                | Psychologue américain. | 68    | (en)   |
| 5 janvier         | Bob Brett                       | Entraîneur australien de tennis. | 67    | (en)   |
| 5 janvier         | João Cutileiro                  | Sculpteur portugais. | 83    | (pt)   |
| 5 janvier         | András Haán                     | Basketteur et skipper hongrois. | 74    | (en)   |
| 5 janvier         | Mokhtar Jannet                  | Écrivain tunisien. | 90    | (ar)   |
| 5 janvier         | Lidia Lwow-Eberle               | Archéologue polonaise. | 100   | (pl)   |
| 5 janvier         | A. Madhavan                     | Écrivain tamoul. | 86    | (ta)   |
| 5 janvier         | John Richardson                 | Acteur britannique. | 86    | (en)   |
| 5 janvier         | Moncer Rouissi                  | Homme politique tunisien. | 80    |        |
| 5 janvier         | Kim Tschang-Yeul                | Artiste-peintre sud-coréen. | 91    | (en)   |
| 5 janvier         | Vennelakanti                    | Parolier de cinéma indien. | 63    | (en)   |
| 5 janvier         | Mikhail Zhelev                  | Athlète de steeple bulgare. | 77    | (bg)   |
| 6 janvier         | Noëlle Ailloud                  | Joueuse de badminton française. | 88    |        |
| 6 janvier         | Jean-François Bouquet           | Journaliste musical, animateur de radio et de télévision puis producteur français.                                                          | 67    |        |
| 6 janvier         | Reinhold Johannes Buhl          | Violoncelliste allemand. | 87    | (en)   |
| 6 janvier         | Leonid Bujor                    | Homme politique soviétique puis moldave. | 65    | (ro)   |
| 6 janvier         | Mihai Cotorobai                 | Homme politique soviétique puis moldave. | 69    | (ro)   |
| 6 janvier         | James Richard Cross             | Diplomate britannique. | 99    | (en)   |
| 6 janvier         | Osian Ellis                     | Harpiste et compositeur anglais. | 92    | (en)   |
| 6 janvier         | Bobby Few                       | Pianiste de jazz américain. | 85    |        |
| 6 janvier         | Francis Hammel                  | Homme politique français. | 70    |        |
| 6 janvier         | Jim Haynes                      | Journaliste et sociologue américain. | 87    | (en)   |
| 6 janvier         | Antonio Sabàto                  | Acteur italien. | 77    | (en)   |
| 7 janvier         | Michael Apted                   | Réalisateur, producteur de cinéma et de télévision, scénariste, acteur et cadreur britannico-américain.                                     | 79    | (en)   |
| 7 janvier         | Val Bettin                      | Acteur américain. | 97    | (en)   |
| 7 janvier         | Robbins Burling                 | Anthropologue et linguiste américain. | 94    | (en)   |
| 7 janvier         | Biserka Cvejić                  | Chanteuse lyrique yougoslave puis serbe. | 97    | (sr)   |
| 7 janvier         | Grant Gondrezick                | Basketteur américain. | 57    |        |
| 7 janvier         | Volodymyr Kyselyov              | Athlète soviétique, champion aux Jeux olympiques d'été de 1980.                                                                             | 64    | (uk)   |
| 7 janvier         | Genival Lacerda                 | Chanteur de forró brésilien. | 89    | (pt)   |
| 7 janvier         | Tommy Lasorda                   | Lanceur américain de baseball. | 93    |        |
| 7 janvier         | Guy Péqueux                     | Peintre français. | 78    |        |
| 7 janvier         | Marion Ramsey                   | Actrice américaine. | 73    | (en)   |
| 7 janvier         | Henri Schwery                   | Cardinal suisse. | 88    |        |
| 7 janvier         | Neil Sheehan                    | Journaliste américain. | 84    | (en)   |
| 8 janvier         | Paul Amargier                   | Religieux dominicain et historien de la Provence français.                                                                                  | 96    |        |
| 8 janvier         | Eva Badura-Skoda                | Musicologue germano-autrichienne. | 91    | (de)   |
| 8 janvier         | David Buchsbaum                 | Mathématicien américain. | 91    | (en)   |
| 8 janvier         | Steve Carver                    | Réalisateur américain. | 75    | (en)   |
| 8 janvier         | David Darling                   | Violoncelliste et compositeur américain. | 79    | (en)   |
| 8 janvier         | Květa Eretová                   | Joueuse d'échecs tchécoslovaque puis tchèque.                                                                                               | 94    | (cs)   |
| 8 janvier         | Emile Hemmen                    | Écrivain et poète luxembourgeois. | 97    | (de)   |
| 8 janvier         | Mike Henry                      | Acteur américain. | 84    | (en)   |
| 8 janvier         | Taky Kimura                     | Pratiquant d'arts martiaux américano-japonais.                                                                                              | 96    | (en)   |
| 8 janvier         | Werner Klumpp                   | Homme politique allemand. | 92    | (de)   |
| 8 janvier         | Dorine Mokha                    | Danseur congolais. | 31    |        |
| 8 janvier         | Bill Nankeville                 | Athlète britannique. | 95    | (en)   |
| 8 janvier         | Xu Qinxian                      | Militaire chinois. | 85    | (zh)   |
| 9 janvier         | Mehdi Attar-Ashrafi             | Haltérophile iranien. | 72    | (en)   |
| 9 janvier         | Isaak Khalatnikov               | Physicien soviétique puis russe. | 101   | (en)   |
| 9 janvier         | John Lutz                       | Écrivain américain. | 81    | (en)   |
| 9 janvier         | Anatoli Mokrooussov             | Homme politique soviétique puis ukrainien.                                                                                                  | 77    | (ru)   |
| 9 janvier         | Llorenç Rifé                    | Footballeur espagnol. | 82    | (es)   |
| 9 janvier         | Madhav Singh Solanki            | Avocat et homme politique indien. | 93    | (en)   |
| 10 janvier        | Guy Auffray                     | Judoka français. | 75    |        |
| 10 janvier        | Hubert Auriol                   | Pilote moto et auto, animateur de télévision français.                                                                                      | 68    |        |
| 10 janvier        | David Barclay                   | Homme d'affaires britannique. | 86    | (en)   |
| 10 janvier        | Joël-Guy Batteux                | Homme politique français. | 77    |        |
| 10 janvier        | Louis-Pierre Bougie             | Peintre et graveur canadien. | 74    |        |
| 10 janvier        | Michel Caffier                  | Journaliste, écrivain et critique littéraire français.                                                                                      | 90    |        |
| 10 janvier        | Pedro Casado                    | Footballeur espagnol. | 83    | (es)   |
| 10 janvier        | Ángel Sergio Guerrero Mier      | Homme politique mexicain. | 85    | (es)   |
| 10 janvier        | Robert Halley                   | Homme d'affaires français. | 85    |        |
| 10 janvier        | Christopher Maboulou            | Footballeur franco-congolais. | 30    |        |
| 10 janvier        | Alain Médam                     | Écrivain et chercheur en sciences humaines français.                                                                                        | 84    |        |
| 10 janvier        | Georges Pernoud                 | Journaliste, animateur de télévision et producteur français.                                                                                | 73    |        |
| 10 janvier        | Wayne Radford                   | Basketteur américain. | 64    | (en)   |
| 10 janvier        | Julie Strain                    | Mannequin et actrice américaine. | 58    | (pl)   |
| 10 janvier        | Walter Taibo                    | Footballeur puis entraîneur uruguayen. | 89    | (es)   |
| 11 janvier        | Vassilis Alexakis               | Écrivain franco-grec. | 77    |        |
| 11 janvier        | Éric Babin                      | Homme politique français. | 61    |        |
| 11 janvier        | Roger Cayrel                    | Astronome français. | 95    |        |
| 11 janvier        | Étienne Draber                  | Acteur français. | 81    |        |
| 11 janvier        | Lionel Gossman                  | Professeur universitaire et écrivain américain.                                                                                             | 91    | (en)   |
| 11 janvier        | Kathleen Heddle                 | Rameuse canadienne, triple championne olympique et médaillée de bronze aux Jeux olympiques d'été de 1992 et 1996.                           | 55    |        |
| 11 janvier        | Howard Johnson                  | Musicien de jazz américain. | 79    | (en)   |
| 11 janvier        | Jean Kalala N'Tumba             | Footballeur zaïrois. | 72    |        |
| 11 janvier        | David Khakhaleishvili           | Judoka soviétique puis géorgien, champion olympique aux Jeux olympiques d'été de 1992.                                                      | 49    | (ru)   |
| 11 janvier        | Jean-Marie Marconot             | Sociolinguiste français. | 82    |        |
| 11 janvier        | Mario Masuku                    | Homme politique eswatinien. | 69    | (en)   |
| 11 janvier        | Shigeyo Nakachi                 | Supercentenaire japonais | 115   | (ja)   |
| 11 janvier        | Benoît Sinzogan                 | Officier militaire et un homme politique béninois.                                                                                          | 90    |        |
| 11 janvier        | William E. Thornton             | Astronaute américain. | 91    | (en)   |
| 11 janvier        | Stacy Title                     | Réalisatrice et scénariste américaine. | 56    | (en)   |
| 12 janvier        | Khalid Abdullah                 | Homme d’affaires saoudien, membre de la famille royale.                                                                                     | 83    | (en)   |
| 12 janvier        | Sheldon Adelson                 | Entrepreneur, financier et homme d'affaires américain.                                                                                      | 87    | (en)   |
| 12 janvier        | Apollinaire                     | Évêque russe. | 72    | (ru)   |
| 12 janvier        | Frank Arok                      | Footballeur puis entraîneur yougoslave puis serbe.                                                                                          | 88    | (en)   |
| 12 janvier        | Irène Chabrier                  | Actrice française. | 88    |        |
| 12 janvier        | Mona Malm                       | Actrice suédoise. | 85    | (se)   |
| 12 janvier        | Louis Pons                      | Artiste français. | 93    |        |
| 13 janvier        | Tim Bogert                      | Musicien et chanteur américain. | 76    | (en)   |
| 13 janvier        | Patrick Chapuis                 | Photographe documentariste français. | 71    |        |
| 13 janvier        | Siegfried Fischbacher           | Magicien-illusionniste germano-américain.                                                                                                   | 81    | (en)   |
| 13 janvier        | Henri Goraïeb                   | Pianiste libanais. | 85    |        |
| 13 janvier        | Michel Gravel                   | Photographe canadien. | 84    |        |
| 13 janvier        | Moses Hamungole                 | Évêque catholique zambien. | 53    | (en)   |
| 13 janvier        | Bernd Kannenberg                | Athlète allemand, champion aux Jeux olympiques d'été de 1972.                                                                               | 78    | (de)   |
| 13 janvier        | Seyoum Mesfin                   | Homme politique éthiopien. | 71    | (en)   |
| 13 janvier        | Lisa M. Montgomery              | Criminelle américaine exécutée. | 52    | (en)   |
| 13 janvier        | Sinikka Nopola                  | Écrivain et journaliste finlandaise. | 67    | (fi)   |
| 13 janvier        | Joël Robert                     | Pilote belge de motocross. | 77    |        |
| 13 janvier        | Grace Robertson                 | Photographe britannique. | 90    | (en)   |
| 13 janvier        | Marielle de Sarnez              | Femme politique française. | 69    |        |
| 13 janvier        | Eusébio Oscar Scheid            | Cardinal brésilien. | 88    |        |
| 13 janvier        | Sylvain Sylvain                 | Musicien américain. | 69    | (en)   |
| 13 janvier        | Philip Tartaglia                | Archevêque écossais. | 70    | (en)   |
| 14 janvier        | Storm Constantine               | Écrivain de science-fiction britannique. | 64    | (en)   |
| 14 janvier        | Gimax                           | Pilote de course automobile italien. | 83    | (it)   |
| 14 janvier        | Sheikh Ali Jaber                | Prédicateur indonésien | 44    | (en)   |
| 14 janvier        | Eiji Hashimoto                  | Claveciniste, chef d'orchestre et professeur de musique classique japonais.                                                                 | 89    | (en)   |
| 14 janvier        | Jean-Marie Martin               | Historien, Médiéviste et traducteur français.                                                                                               | 82    |        |
| 14 janvier        | Elijah Moshinsky                | Réalisateur de spectacles australien. | 75    | (en)   |
| 14 janvier        | Yrjö Rantanen                   | Joueur d'échecs finlandais. | 70    | (fi)   |
| 14 janvier        | Peter Mark Richman              | Acteur américain. | 93    | (en)   |
| 15 janvier        | Dale Baer                       | Dessinateur et animateur américain. | 70    | (en)   |
| 15 janvier        | Ali Brakchi                     | Athlète de saut en longueur franco-algérien.                                                                                                | 86    |        |
| 15 janvier        | Vicente Cantatore               | Footballeur puis entraîneur argentino-chilien.                                                                                              | 85    | (es)   |
| 15 janvier        | Juan Carlos Copes               | Danseur et chorégraphe argentin. | 89    |        |
| 15 janvier        | Gildardo García                 | Joueur d'échecs colombien. | 66    | (es)   |
| 15 janvier        | James Gustafson                 | Éthicien théologique américain. | 95    | (en)   |
| 15 janvier        | Eddie Kuligowski                | Photographe français. | 74    |        |
| 15 janvier        | Anatoli Vichnevski              | Démographe et économiste russe. | 85    | (ru)   |
| 15 janvier        | Benjamin de Rothschild          | Banquier français. | 57    |        |
| 16 janvier        | Vincent Davy                    | Acteur québécois. | 80    |        |
| 16 janvier        | Alice Gibson                    | Bibliothécaire bélizienne. | 97    | (en)   |
| 16 janvier        | Ham Si-hyun                     | Chimiste sud-coréenne. | 51    | (ko)   |
| 16 janvier        | Xavier Hunault                  | Homme politique français. | 97    |        |
| 16 janvier        | Choi Jeongrye                   | Poétesse sud-coréenne. | 65    | (ko)   |
| 16 janvier        | Junior Mance                    | Pianiste de jazz et compositeur américain.                                                                                                  | 92    | (en)   |
| 16 janvier        | Sergi Mingote Moreno            | Alpiniste et homme politique espagnol. | 49    | (ca)   |
| 16 janvier        | Carlo Nayaradou                 | Auteur de bande dessinée français. | 63    |        |
| 16 janvier        | Phil Spector                    | Producteur, auteur-compositeur et acteur américain.                                                                                         | 81    |        |
| 16 janvier        | Muammer Sun                     | Compositeur de musique classique turc. | 88    | (tr)   |
| 17 janvier        | Jacques Bral                    | Scénariste et réalisateur français. | 72    |        |
| 17 janvier        | Giles Constable                 | Médiéviste et professeur émérite britannique.                                                                                               | 91    |        |
| 17 janvier        | Roger Machin                    | Arbitre international français de football.                                                                                                 | 94    |        |
| 17 janvier        | Sammy Nestico                   | Arrangeur et compositeur de jazz américain.                                                                                                 | 96    | (es)   |
| 18 janvier        | Jean-Pierre Bacri               | Acteur et scénariste français. | 69    |        |
| 18 janvier        | Perry Botkin Jr.                | Auteur-compositeur et chef d'orchestre américain.                                                                                           | 87    | (en)   |
| 18 janvier        | Alberto Cantù                   | Musicologue et critique musical italien. | 70    | (it)   |
| 18 janvier        | Alkaly Daffé                    | Boxeur guinéen. | 91    |        |
| 18 janvier        | Giovanni Dalla Bona             | Cycliste sur route italien. | 69    | (it)   |
| 18 janvier        | Jean Dumont                     | Homme politique français. | 90    |        |
| 18 janvier        | Alan Hoffman                    | Mathématicien américain. | 96    | (en)   |
| 18 janvier        | Sinclair Hood                   | Archéologue irlandais. | 103   | (he)   |
| 18 janvier        | Lubomir Kavalek                 | Joueur d'échecs américain. | 77    | (cs)   |
| 18 janvier        | Josep Maria Mestres Quadreny    | Compositeur espagnol. | 91    | (es)   |
| 18 janvier        | Jean-Pierre Maury               | Artiste français. | 88    |        |
| 18 janvier        | Dündar Ali Osmanoğlu            | Chef de la famille impériale de Turquie. | 90    | (en)   |
| 18 janvier        | Catherine Rich                  | Actrice française. | 88    |        |
| 18 janvier        | David Richardson                | Scénariste et producteur de télévision américain.                                                                                           | 65    | (en)   |
| 18 janvier        | Jimmie Rodgers                  | Chanteur américain. | 87    | (en)   |
| 18 janvier        | Dani Shmulevich-Rom             | Footballeur israélien. | 80    | (he)   |
| 18 janvier        | Juan Carlos Tabío               | Réalisateur et scénariste cubain. | 77    | (es)   |
| 19 janvier        | José Alves                      | Footballeur brésilien. | 86    | (pt)   |
| 19 janvier        | Morice Benin                    | Auteur-compositeur-interprète français. | 73    |        |
| 19 janvier        | Ginette Bucaille                | Joueuse de tennis française. | 94    |        |
| 19 janvier        | Una Chi                         | Écrivaine et traductrice italienne. | 78    | (it)   |
| 19 janvier        | Emanuele Macaluso               | Syndicaliste et homme politique italien. | 96    | (it)   |
| 19 janvier        | Cesare Maestri                  | Alpiniste et écrivain italien. | 91    | (it)   |
| 19 janvier        | James Kombo Moyana              | Banquier zimbabwéen. | 78    | (en)   |
| 19 janvier        | Gustavo Peña                    | Footballeur mexicain. | 78    | (es)   |
| 19 janvier        | Felipe Quispe                   | Homme politique bolivien. | 78    | (es)   |
| 19 janvier        | Don Sutton                      | Lanceur américain de baseball. | 75    |        |
| 19 janvier        | Ellinah Wamukoya                | Évêque anglican swazie. | 69    | (en)   |
| 19 janvier        | Giovanni Zucchi                 | Rameur Italien, médaillé de bronze aux Jeux olympiques d'été de 1960.                                                                       | 89    | (it)   |
| 20 janvier        | Jaume Bassó                     | Joueur de baskett-ball espagnol. | 90    | (es)   |
| 20 janvier        | Claude Bremond                  | Sémiologue français. | 91    |        |
| 20 janvier        | Mira Furlan                     | Actrice yougoslavo-croato-américaine. | 65    | (en)   |
| 20 janvier        | John Baptist Kaggwa             | Évêque catholique ougandais. | 77    | (en)   |
| 20 janvier        | Justin Lekhanya                 | Homme d'État lésothien. | 82    | (en)   |
| 20 janvier        | Gordon McVie                    | Scientifique britannique. | 76    | (en)   |
| 20 janvier        | Sibusiso Moyo                   | Major-général zimbabwéen. | 60    | (en)   |
| 20 janvier        | Storrs L. Olson                 | Biologiste et ornithologue américain. | 76    | (en)   |
| 20 janvier        | Harold Widom                    | Mathématicien américain. | 88    | (en)   |
| 20 janvier        | Boris Zaborov                   | Sculpteur, graveur et scénographe français.                                                                                                 | 85    | (ru)   |
| 21 janvier        | Clarence Allen                  | Géologue américain. | 95    | (en)   |
| 21 janvier        | Nathalie Delon                  | Actrice, scénariste et metteur en scène française.                                                                                          | 79    |        |
| 21 janvier        | Brian Gardiner                  | Paléontologue et zoologiste britannique. | 86    |        |
| 21 janvier        | Jean Graton                     | Scénariste et dessinateur français de bande dessinée.                                                                                       | 97    |        |
| 21 janvier        | Hasso Hofmann                   | Philosophe allemand. | 86    | (de)   |
| 21 janvier        | Rémy Julienne                   | Cascadeur français. | 90    |        |
| 21 janvier        | Meherzia Labidi Maïza           | Femme politique franco-tunisienne. | 57    |        |
| 21 janvier        | Cecilia Mangini                 | Réalisatrice, documentariste, scénariste et photographe italienne.                                                                          | 93    | (it)   |
| 21 janvier        | Anthony Mwamba                  | Boxeur zambien. | 60    | (en)   |
| 21 janvier        | Solveig Nordström               | Archéologue suédoise. | 97    | (ca)   |
| 21 janvier        | Peter Swan                      | Footballeur britannique. | 84    | (en)   |
| 22 janvier        | Hank Aaron                      | Joueur de baseball américain. | 86    | (en)   |
| 22 janvier        | Jean-Pierre Baeumler            | Homme politique français. | 72    |        |
| 22 janvier        | Jacqueline Berenstein-Wavre     | Femme politique suissesse. | 99    |        |
| 22 janvier        | Walter Bernstein                | Scénariste, producteur de cinéma et acteur américain.                                                                                       | 101   | (en)   |
| 22 janvier        | Élisabeth Burdot                | Journaliste belge. | 81    |        |
| 22 janvier        | Louis Dandrel                   | Compositeur, musicien et journaliste français.                                                                                              | 82    |        |
| 22 janvier        | Elouise Edwards                 | Militante des droits civiques guyanaise. | 88    | (en)   |
| 22 janvier        | Routouang Yoma Golom            | Militaire et homme politique tchadien. |       |        |
| 22 janvier        | Guem                            | Musicien et danseur algérien. | 73    |        |
| 22 janvier        | Juan Guzmán Tapia               | Avocat, juge, défenseur des droits de l'homme et écrivain chilien.                                                                          | 81    | (es)   |
| 22 janvier        | Gianfranco Lombardi             | Joueur et entraîneur de basket-ball italien.                                                                                                | 79    | (it)   |
| 22 janvier        | Harry Perry                     | Boxeur irlandais. | 86    | (en)   |
| 22 janvier        | Luton Shelton                   | Footballeur jamaïcain. | 35    | (en)   |
| 23 janvier        | Mohamed Hédi Chérif             | Historien et universitaire tunisien. | 88    |        |
| 23 janvier        | Charles Dyer                    | Dramaturge, acteur et scénariste britannique.                                                                                               | 92    | (en)   |
| 23 janvier        | Alberto Grimaldi                | Producteur de cinéma italien. | 95    | (en)   |
| 23 janvier        | Hal Holbrook                    | Acteur, réalisateur et scénariste américain.                                                                                                | 95    | (en)   |
| 23 janvier        | Larry King                      | Journaliste, animateur de radio et de télévision américain.                                                                                 | 87    |        |
| 23 janvier        | Lothar Metz                     | Lutteur allemand, médaillé d'argent aux Jeux olympiques d'été de 1960, de bronze en 1964 et champion olympique en 1968.                     | 82    | (de)   |
| 23 janvier        | Geronimo Meynier                | Acteur italien. | 79    | (it)   |
| 23 janvier        | Trisha Noble                    | Chanteuse et actrice australienne. | 76    | (en)   |
| 23 janvier        | Robert Rowland                  | Homme politique britannique. | 54    | (en)   |
| 23 janvier        | Harthorne Wingo                 | Basketteur américain. | 73    | (en)   |
| 24 janvier        | George Armstrong                | Hockeyeur sur glace canadien. | 90    | (en)   |
| 24 janvier        | Arik Brauer                     | Poète, peintre, chanteur, danseur, designer, architecte, artiste et auteur-compositeur autrichien.                                          | 92    | (de)   |
| 24 janvier        | António Cardoso e Cunha         | Homme politique portugais. | 87    | (pt)   |
| 24 janvier        | Nikolay Chebotko                | Fondeur kazakh. | 38    |        |
| 24 janvier        | Eva Eggebrecht                  | Égyptologue allemande | 87    | (de)   |
| 24 janvier        | Jóhannes Eðvaldsson             | Footballeur islandais. | 70    | (is)   |
| 24 janvier        | Bruce Kirby                     | Acteur américain. | 95    | (en)   |
| 24 janvier        | Barry Le Va                     | Sculpteur américain. | 79    | (it)   |
| 24 janvier        | Gunnel Lindblom                 | Actrice suédoise. | 89    | (su)   |
| 24 janvier        | Jean-Pierre Michel              | Homme politique français. | 82    |        |
| 24 janvier        | Marcel Uderzo                   | Dessinateur de bande dessinée français. | 87    |        |
| 25 janvier        | David Bright                    | Entraîneur de football botswanais, sélectionneur de son pays.                                                                               | 64    | (en)   |
| 25 janvier        | Jaoid Chiguer                   | Boxeur français. | 35    |        |
| 25 janvier        | Abla al-Kahlawi                 | Prédicatrice et juriste islamiste. | 72    |        |
| 25 janvier        | James Gita Hakim                | Épidémiologiste clinique, cardiologue, chercheur, professeur d'université et mentor universitaire sud-soudanais et ougandais.               | 66    | (en)   |
| 25 janvier        | Pierre Lherminier               | Historien français du cinéma. | 90    |        |
| 25 janvier        | Herman Puig                     | Photographe cubain. | 92    | (es)   |
| 25 janvier        | Jean Richard                    | Historien français. | 99    |        |
| 25 janvier        | Maryan Synakowski               | Footballeur français d'origine polonaise.                                                                                                   | 84    |        |
| 25 janvier        | Enrique Tábara                  | Peintre équatorien. | 90    | (en)   |
| 26 janvier        | 6 Dogs                          | Rappeur américain. | 21    | (en)   |
| 26 janvier        | Winfried Bölke                  | Cycliste sur route allemand. | 79    | (de)   |
| 26 janvier        | Jérôme Ducrot                   | Réalisateur et photographe de mode français                                                                                                 | 85    |        |
| 26 janvier        | Margitta Gummel                 | Athlète de lancers est-allemand puis allemande, championne olympique aux Jeux olympiques d'été de 1968 et médaillé d'argent à ceux de 1972. | 79    | (de)   |
| 26 janvier        | Ron Johnson                     | Joueur de baseball puis entraîneur américain.                                                                                               | 64    | (en)   |
| 26 janvier        | John Mortimore                  | Footballeur puis entraîneur anglais. | 86    | (en)   |
| 26 janvier        | Lars Norén                      | Poète, metteur en scène et dramaturge suédois.                                                                                              | 76    |        |
| 26 janvier        | Carlos Holmes Trujillo          | Homme politique colombien. | 69    |        |
| 26 janvier        | Jozef Vengloš                   | Entraîneur de football slovaque. | 84    |        |
| 27 janvier        | Gert Blomé                      | Hockeyeur sur glace suédois. | 86    | (se)   |
| 27 janvier        | Adrián Campos                   | Pilote de course automobile espagnol. | 60    | (es)   |
| 27 janvier        | José Luis Cruz                  | Footballeur hondurien. | 71    | (es)   |
| 27 janvier        | Guy-Alain Emmanuel Gauze        | Homme politique ivoirien. | 68    |        |
| 27 janvier        | Goddess Bunny                   | Artiste transgenre américaine. | 60    | (es)   |
| 27 janvier        | Helga Klein                     | Athlète de sprint allemande, médaillée d'argent aux Jeux olympiques d'été de 1952.                                                          | 89    | (de)   |
| 27 janvier        | Cloris Leachman                 | Actrice américaine. | 94    | (en)   |
| 27 janvier        | Mehrdad Minavand                | Joueur de football international iranien.                                                                                                   | 45    |        |
| 27 janvier        | Silvia Monelli                  | Actrice et chanteuse italienne. | 88    |        |
| 27 janvier        | Ygona Moura                     | Influenceuse, blogueuse et YouTubeuse brésilienne.                                                                                          | 23    | (pt)   |
| 28 janvier        | Chedly Ayari                    | Économiste, homme politique et diplomate tunisien.                                                                                          | 87    |        |
| 28 janvier        | Miguel Celdrán                  | Homme politique espagnol. | 80    | (es)   |
| 28 janvier        | Paul Josef Crutzen              | Météorologue et chimiste de l'atmosphère néerlandais.                                                                                       | 87    |        |
| 28 janvier        | Cédric Demangeot                | Poète français. | 46    |        |
| 28 janvier        | Yvon Douis                      | Footballeur français. | 85    |        |
| 28 janvier        | Guillermo Galeote               | Homme politique espagnol. | 79    | (es)   |
| 28 janvier        | Kathleen Ann Goonan             | Romancière de science-fiction américaine.                                                                                                   | 68    | (en)   |
| 28 janvier        | Rafael Heredia                  | Joueur de basket-ball mexicain. | 83    | (en)   |
| 28 janvier        | César Isella                    | Chanteur et compositeur argentin. | 82    | (en)   |
| 28 janvier        | Sibongile Khumalo               | Chanteuse mezzo-soprano sud-africaine. | 63    | (en)   |
| 28 janvier        | Vassili Lanovoï                 | Acteur et réalisateur soviétique puis russe.                                                                                                | 87    | (ru)   |
| 28 janvier        | Jean Le Jeune                   | Résistant des FTP français. | 99    |        |
| 28 janvier        | Amina Sow Mbaye                 | Romancière, poète et nouvelliste sénégalaise.                                                                                               | 83    |        |
| 28 janvier        | Alice Recoque                   | Informaticienne française. | 91    |        |
| 28 janvier        | Cicely Tyson                    | Actrice américaine. | 96    |        |
| 28 janvier        | Lewis Wolpert                   | Biologiste sud-africain. | 91    | (en)   |
| 29 janvier        | Ahmed Achour                    | Chef d'orchestre et compositeur tunisien.                                                                                                   | 75    |        |
| 29 janvier        | Danute Bankaitis-Davis          | Coureuse cycliste américaine. | 63    | (en)   |
| 29 janvier        | Walker Boone                    | Acteur canadien. | 76    | (en)   |
| 29 janvier        | Calane da Silva                 | Écrivain, poète, journaliste et universitaire mozambicain.                                                                                  | 75    | (pt)   |
| 29 janvier        | Richard L. Feigen               | Galeriste américain. | 90    | (en)   |
| 29 janvier        | Otto Dov Kulka                  | Historien israélien. | 87    |        |
| 29 janvier        | Alberto Neuman                  | Pianiste argentin. | 87    |        |
| 29 janvier        | Jacqueline Thévoz               | Écrivain, poète et journaliste suisse. | 94    |        |
| 29 janvier        | Hilton Valentine                | Guitariste et musicien britannique. | 77    | (en)   |
| 29 janvier        | Lai Xiaomin                     | Homme d'affaires, homme politique chinois.                                                                                                  | 58    |        |
| 30 janvier        | József Csatári                  | Lutteur hongrois, double médaillé de bronze aux Jeux olympiques d'été de 1968 et 1972.                                                      | 77    | (hu)   |
| 30 janvier        | Abbas Khan                      | Joueur de squash pakistanais. | 66    | (en)   |
| 30 janvier        | Michel Le Bris                  | Écrivain français. | 76    |        |
| 30 janvier        | Alfreda Markowska               | Résistante polonaise. | 94    | (pl)   |
| 30 janvier        | Sophie                          | Musicienne, chanteuse et compositrice britannique.                                                                                          | 34    | (en)   |
| 30 janvier        | Michel Trempont                 | Chanteur belge. | 92    |        |
| 30 janvier        | Marc Wilmore                    | Scénariste, producteur et acteur américain.                                                                                                 | 57    | (en)   |
| 30 janvier        | Alla Yoshpe                     | Chanteuse soviétique puis russe. | 83    | (ru)   |
| 31 janvier        | Douglas Bravo                   | Homme politique vénézuélien. | 88    | (es)   |
| 31 janvier        | Alejandro Gómez                 | Athlète de fond espagnol. | 53    | (es)   |
| 31 janvier        | Andrej Hryc                     | Acteur slovaque. | 71    | (sk)   |
| 31 janvier        | Harald Küppers                  | Lithographe et ingénieur allemand. | 92    | (de)   |
| 31 janvier        | Jean Luent                      | Basketteur puis entraîneur français. | 92    |        |
| 31 janvier        | Michel Murr                     | Homme politique libanais. | 88    |        |
| 31 janvier        | Elizabeth Muyovwe               | Juge zambien. | 65    | (en)   |
| 31 janvier        | Pierre-Paul Savoie              | Danseur et chorégraphe canadien. | 66    |        |
| 31 janvier        | Meshoulam David Soloveitchik    | Rabbin israélien. | 99    | (en)   |
| 31 janvier        | Justo Tejada                    | Footballeur international espagnol. | 88    | (es)   |
| 31 janvier        | Abraham J. Twerski              | Psychiatre et rabbin hassidique américain.                                                                                                  | 90    | (en)   |
| date indéterminée | Marie-Christine Helgerson       | Écrivaine franco-américaine. | 75    |        |
| date indéterminée | Cheikh Namous                   | Musicien algérien. | 100   | (en)   |